# Baile Hill

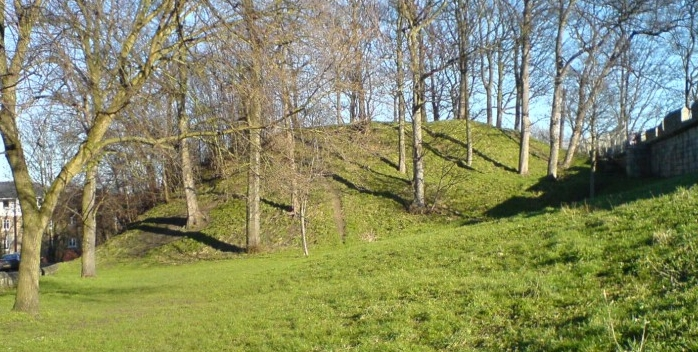
Baile Hill

Baile Hill ist ein künstlicher Mound in York in England. Es ist der Rest der ehemaligen Burg Old Baile.
Die Ursprünge des Baile Hill gehen auf das Jahr 1068 zurück. Wilhelm der Eroberer hatte in diesem Jahr York erobert und ließ eine Burg an der Südseite der Stadt, nahe am Fluss Ouse erbauen. Im darauf folgenden Jahr ließ er als Antwort auf eine Rebellion eine weitere Burg auf der anderen Flussseite errichten. Man hat keine Belege dafür, welche Burg eher entstand, aber man denkt, das es die war, auf deren Gelände später York Castle am Ostufer entstand. Old Baile wurde dann am Westufer errichtet.
Wie sein Gegenüber war Old Baile eine Motte, deren Burghügel 12 Meter hoch und 66 Meter im Durchmesser und von einem großen Burggraben umgeben war. Eine Treppenflucht führte zu einem Holzgebäude oben auf dem Burghügel, das von einem Holzzaun umgeben war. Die Vorburg lang nordwestlich der Motte und war rechteckig. Sie war von einem Erdwall und einem äußeren Burggraben umgeben.
Diese Burg – so meint man – war nicht lange in Gebrauch. Im 13. Jahrhundert gehörte sie dem Erzbischof von York und 1322 erklärte sich Erzbischof William Melton mit ihrer Verteidigung in Kriegszeiten einverstanden. Um 1340 waren Teile der Stadtmauer entlang der Südost- und Südwestseite von Old Baile errichtet worden, die den bereits existierenden Erdwall und den Burggraben mit einschlossen, aber diese Verteidigungsanlagen wurden kaum je benötigt. Der einzig nennenswerte Verteidigungsbedarf entstand während der Belagerung von York im Jahre 1644, während des englischen Bürgerkrieges, als Baile Hill den Royalisten als Geschützstand diente. Abgesehen davon diente Old Baile aber hauptsächlich als Viehweide und für Freizeitaktivitäten, insbesondere zum Bogenschießen im Mittelalter.
Heute findet sich Baile Hill an der Kreuzung von Baile Hill Terrace und Cromwell Road. Der einzige andere sichtbare Beweis für die frühere Burg sind zwei leichte Absenkungen im Wall der Stadtmauer, eine bei Baile Hill und die andere bei Victoria Bar, die die Lage des früheren Grabens anzeigen. Wohnhäuser aus den 1880er-Jahren bedecken den Rest von Old Baile.

## Quelle
- Artikel über archäologische Ausgrabungen an Baile Hill im Jahre 1968. Archaeology Magazine, Nr. 12 (Januar 1969).